# Asyncoryne
Asyncoryne is een geslacht van neteldieren uit de  familie van de Asyncorynidae.

## Soorten
- Asyncoryne philippina (Hargitt, 1924)
- Asyncoryne ryniensis Warren, 1908